# Sonata wiolonczelowa (Chopin)
Sonata wiolonczelowa g-moll op. 65 – sonata na fortepian i wiolonczelę skomponowana przez Fryderyka Chopina w latach 1845–1847.
Jest to ostatni utwór Chopina wydany za jego życia z numeracją opusową.

## Historia
Chopin rozpoczął komponowanie opusu 65 podczas pobytu w Nohant w 1845. Praca nad utworem trwała z przerwami i nastręczała kompozytorowi trudności, o czym wspominał sam Chopin, a co zdaniem Ignaza Moschelesa jest widoczne w zapisie nutowym. Znanych jest ponad dwieście szkiców Sonaty, które znajdują się w zbiorach Towarzystwa im. Fryderyka Chopina oraz w zbiorach prywatnych w Paryżu. Część z tych zbiorów uporządkował Ludwik Bronarski.
Fragment utworu Chopin grał z Auguste’em Franchomme’em w grudniu 1845. Prace kontynuowane były podczas kolejnego pobytu w Nohant, w okresie od maja do października 1846. Adam Zamoyski sugeruje, że słowa kompozytora w liście z 8 lipca 1846 do Franchomme’a odnoszą się właśnie do prac nad Sonatą wiolonczelową.
17 lutego 1847 w mieszkaniu Chopina z udziałem Franchomme’a odbyło się wykonanie ostatecznej wersji utworu. Przysłuchiwać mieli się temu Emmanuel Arago, Eugène Delacroix, Wojciech Grzymała i George Sand. 23 marca duet ponownie wykonał Sonatę podczas prywatnego koncertu u Delfiny Potockiej, na którym obecne były m.in. Maria Wirtemberska, George Sand oraz członkowie rodziny Czartoryskich.
Premiera utworu odbyła się na koncercie 16 lutego 1848 w paryskiej Salle Pleyel, podczas którego Chopin i Franchomme wykonali m.in. Sonatę wiolonczelową, pomijając jej pierwszą część , która zdaniem Camille O'Meara, uczennicy Chopina, nie spodobała się wcześniejszym słuchaczom, jako „przeładowana i niezbyt jasna” .
Próba odbyła się kilka dni wcześniej u Delfiny Potockiej. Obecni byli na niej również Czartoryscy, Konstanty Gaszyński, Maria Kalergis i Józef Bohdan Zaleski. W koncercie 16 lutego brali udział również inni muzycy. Nie drukowano afiszów ani programów. Około dwóch tygodni przed koncertem wyprzedano wszystkie trzysta biletów (część z nich Chopin zarezerwował dla swoich znajomych, z których niektórzy – mając wiedzę o planowaniu koncertu – dokonali ich wcześniejszej rezerwacji we własnym zakresie). Był to ostatni występ Chopina w Paryżu.
22 lutego w Paryżu wybuchła rewolucja lutowa, w związku z czym odwołano kolejny koncert Chopina, zaplanowany na 10 marca, którego organizacji był on początkowo niechętny, mimo sześciuset osób, które zapisały się na listę oczekujących na bilety w momencie wyprzedaży pierwszego koncertu. Tydzień rewolucji Chopin „przeleżał bezczynnie w łóżku”.
Utwór został dedykowany Auguste’owi Franchomme’owi. Umierający Chopin miał prosić Marcelinę Czartoryską i Franchomme’a o wykonanie Sonaty g-moll 16 października 1849. Wykonanie przerwano po kilku taktach z powodu ataku duszności u Chopina.

## Budowa i charakterystyka
Sonata składa się z czterech części:
1. Allegro moderato (234 takty)
2. Scherzo. Allegro con brio (259 taktów)
3. Largo (27 taktów)
4. Finale. Allegro (199 taktów)

Sonata wiolonczelowa jest jednym z czterech utworów kameralnych stworzonych przez Chopina, w tym jednym z trzech utworów skomponowanych na fortepian i wiolonczelę.
Budowa cyklu sonatowego w Sonacie g-moll podobna jest do budowy fortepianowej Sonaty h-moll op. 58, z wyjątkiem wyraźnie krótszej części wolnej w op. 65. Allegro sonatowe ma charakter podobny do ballady . Scherzo ma tradycyjną trzyczęściową formę (w tonacjach d-moll–D-dur–d-moll ) i opiera się na prostych tematach „przypominających melodykę ludową o nieokreślonym obliczu narodowym”. Część wolna, Largo, napisana została w nietypowym metrum 3/2 . Charakter finału w formie ronda  nawiązuje do etiudy, preludium figuracyjnego.
Utwór różni się stylistycznie od wcześniejszych kompozycji Chopina. Cechą charakterystyczną wszystkich części jest obecność motywów (opartych na interwale sekundy), które realizują zasadę jedności cyklicznej utworu znaną z późniejszych sonat romantycznych . Jest to jedyne dzieło Chopina mające tę cechę. Pod względem harmonicznym utwór antycypuje połączenia akordowe oraz ogólny styl muzyki 2. połowy XIX wieku .

## Recepcja
Krytyczne opinie na temat Sonaty g-moll wyrazili m.in. Ferdynand Hoesick, James Huneker , Hugo Leichtentritt, Frederick Niecks, Bernard Scharlitt i Władysław Żeleński . Pozytywnie na temat tego utworu wypowiedzieli się m.in. Henry Theophilus Finck, Arthur Hedley oraz Zdzisław Jachimecki, który w 1927 jako pierwszy zwrócił uwagę na zmianę stylu w twórczości kompozytora . Zdaniem Józefa Michała Chomińskiego Sonata „zamyka twórczość Chopina i na tym polega jej znaczenie”; w twórczości Chopina ma być jego „ostatnim wielkim dziełem”.

## Wydania
Utwór ukazał się nakładem Brandus et Cie w Paryżu pod koniec 1847 (numer wydawniczy B. et CIE. 4744). Breitkopf & Härtel wydał opus 65 w Lipsku w grudniu tego samego roku (nr wydawniczy 7718, który w części nakładu przeniesiono na dół karty tytułowej).

## Nagrania
Sonatę g-moll op. 65 nagrali m.in. Felix Salmond i Simeon Rumschisky (Columbia Records, 1928), André Levy (z anonimowym pianistą; Odeon Records, 1929), Benedetto Mazzacurati i Roberto Russo (Cetra Records, 1943), a także Massimo Amfiteatrof, Pau Casals, Frédéric Lodéon, Enrico Mainardi, Dmytro Markewycz, André Navarra, Grigorij Piatigorski, Mstisław Rostropowicz oraz Kazimierz Wiłkomirski.